# 30831 Seignovert
30831 Seignovert è un asteroide della fascia principale. Scoperto nel 1990, presenta un'orbita caratterizzata da un semiasse maggiore pari a 1,9547034 au e da un'eccentricità di 0,0997668, inclinata di 20,74456° rispetto all'eclittica.